# Boomer (Virginia Occidental)
Boomer es un lugar designado por el censo ubicado en el condado de Fayette en el estado estadounidense de Virginia Occidental. En el Censo de 2010 tenía una población de 615 habitantes y una densidad poblacional de 160,33 personas por km².

## Geografía
Boomer se encuentra ubicado en las coordenadas 38°8′55″N 81°16′31″O / 38.14861, -81.27528. Según la Oficina del Censo de los Estados Unidos, Boomer tiene una superficie total de 3.84 km², de la cual 3.58 km² corresponden a tierra firme y (6.68%) 0.26 km² es agua.

## Demografía
Según el censo de 2010, había 615 personas residiendo en Boomer. La densidad de población era de 160,33 hab./km². De los 615 habitantes, Boomer estaba compuesto por el 85.69% blancos, el 11.87% eran afroamericanos, el 0.16% eran amerindios, el 0.16% eran asiáticos, el 0% eran isleños del Pacífico, el 0.16% eran de otras razas y el 1.95% pertenecían a dos o más razas. Del total de la población el 0.65% eran hispanos o latinos de cualquier raza.